# Ирисметов, Махмуд Пайзахметович
Махмуд Пайзахметович Ирисметов (24 июля 1936, Чимкент — 18 октября 2008, там же) — ученый, лауреат Государственной премии РК, ветеран труда, академик Академии естественных наук Республики Казахстан и международной Нью-Йоркской академии наук, доктор химических наук, профессор.

## Биография
Родился 24 июля 1936 года в Чимкенте Казахской ССР.
В 1961 г. окончил Ташкентский государственный университет.
В 1961—1964 гг. был мастером, начальником смены, технологом цеха, инженером центральной заводской лаборатории, диспетчером Чимкентского химфармзавода. В 1964—1965 гг. преподаватель Казахского химико-технологического института.
С 1965—2008 гг. аспирант, инженер, старший, ведущий, главный научный сотрудник, заведующий лабораторией химии алкалоидов Института химических наук НАН Республики Казахстан.
В 1968 г. защитил диссертацию на соискание ученой степени кандидата химических наук, а в 1993 году защитил докторскую диссертацию посвященную исследованиям солодки.
В 1994 г. М. Ирисметову присвоено звание профессора, за исследования в области стереохимии и тонкого органического синтеза.
В 2003 году за исключительный вклад в комплекс фундаментальных и прикладных исследований смоляных кислот, стероидов, алкалоидов, фитостеринов и тритерпенов присуждена Государственная премия Республики Казахстан в области науки, техники и образования.
В 1996—2008 гг. профессор М. П. Ирисметов по совместительству советник генерального директора АО «Химфарм» по науке и разработке новых лекарственных средств.
Ушел из жизни 18 октября 2008 года в городе Чимкенте, Республика Казахстан.

## Семья
- Жена — фармацевт Гули Ирисметова.
- Дети: Ирисметов Бахтияр Махмудович, Ирисметова Мавжуда Махмудовна, Ирисметов Олимжан Махмудович.

## Фото

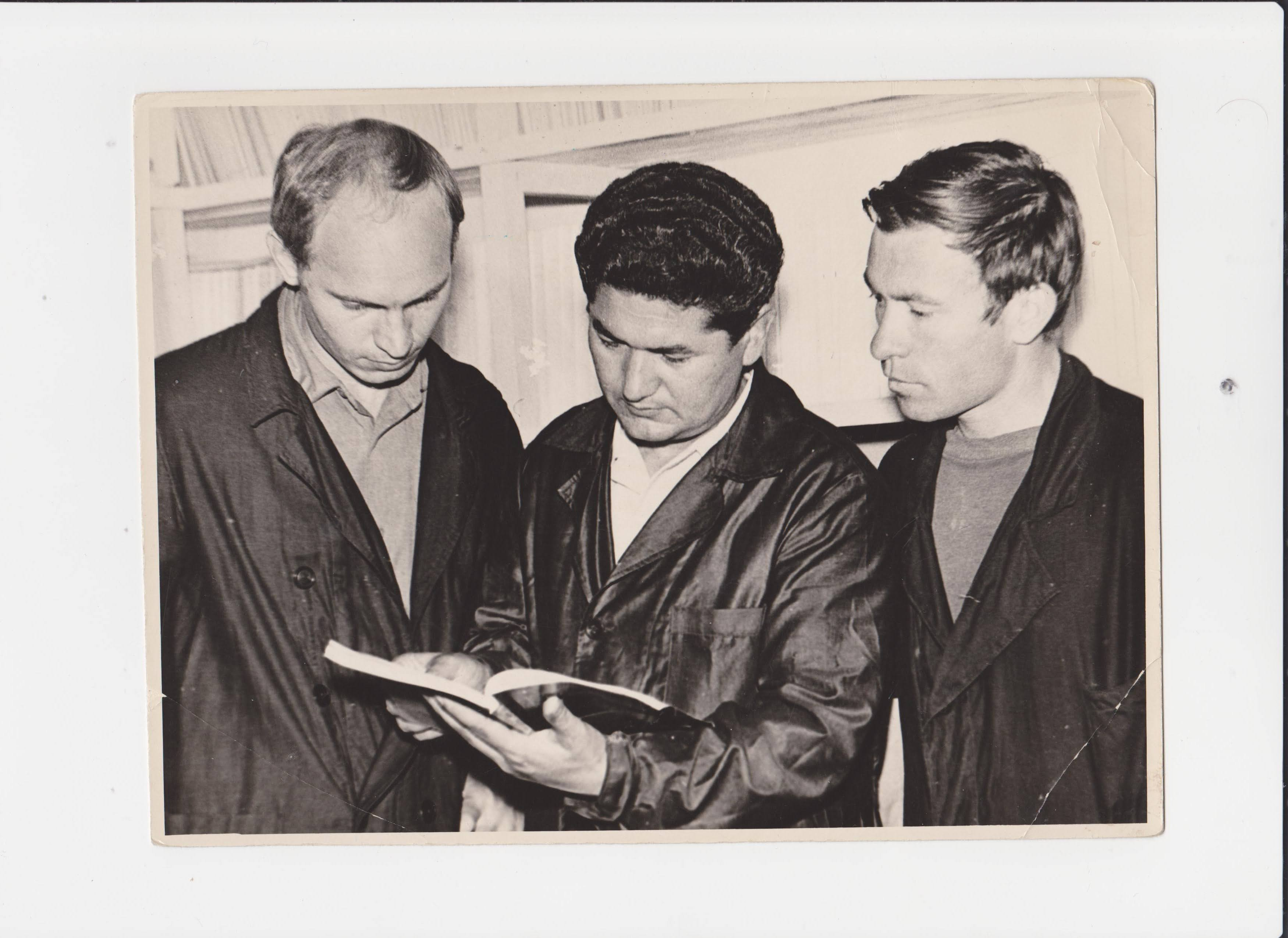
В центре - Ирисметов Махмуд Пайзахметович. Лаборатория, 1978 год.
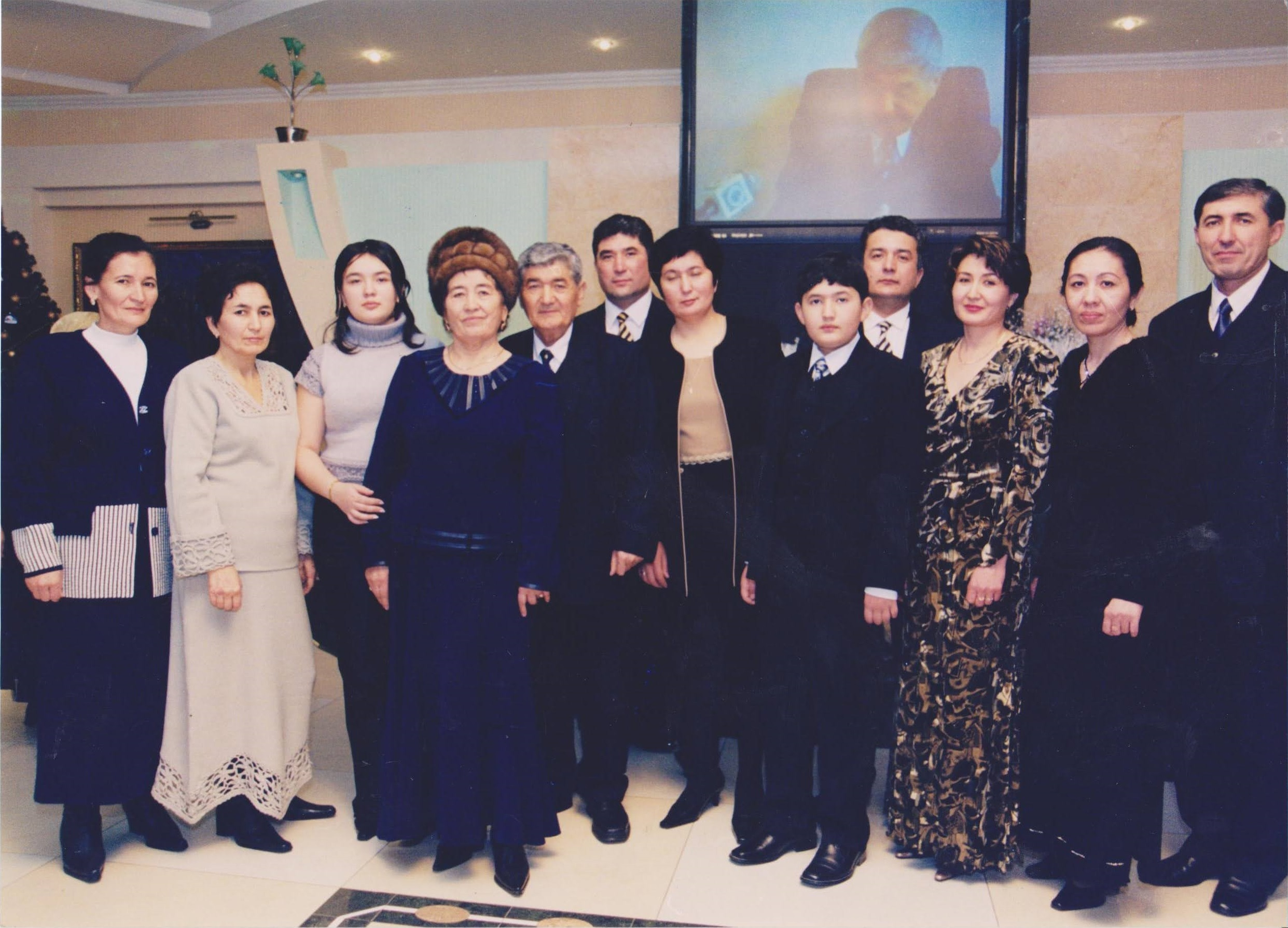
Ирисметов Махмуд Пайзахметович с родными.
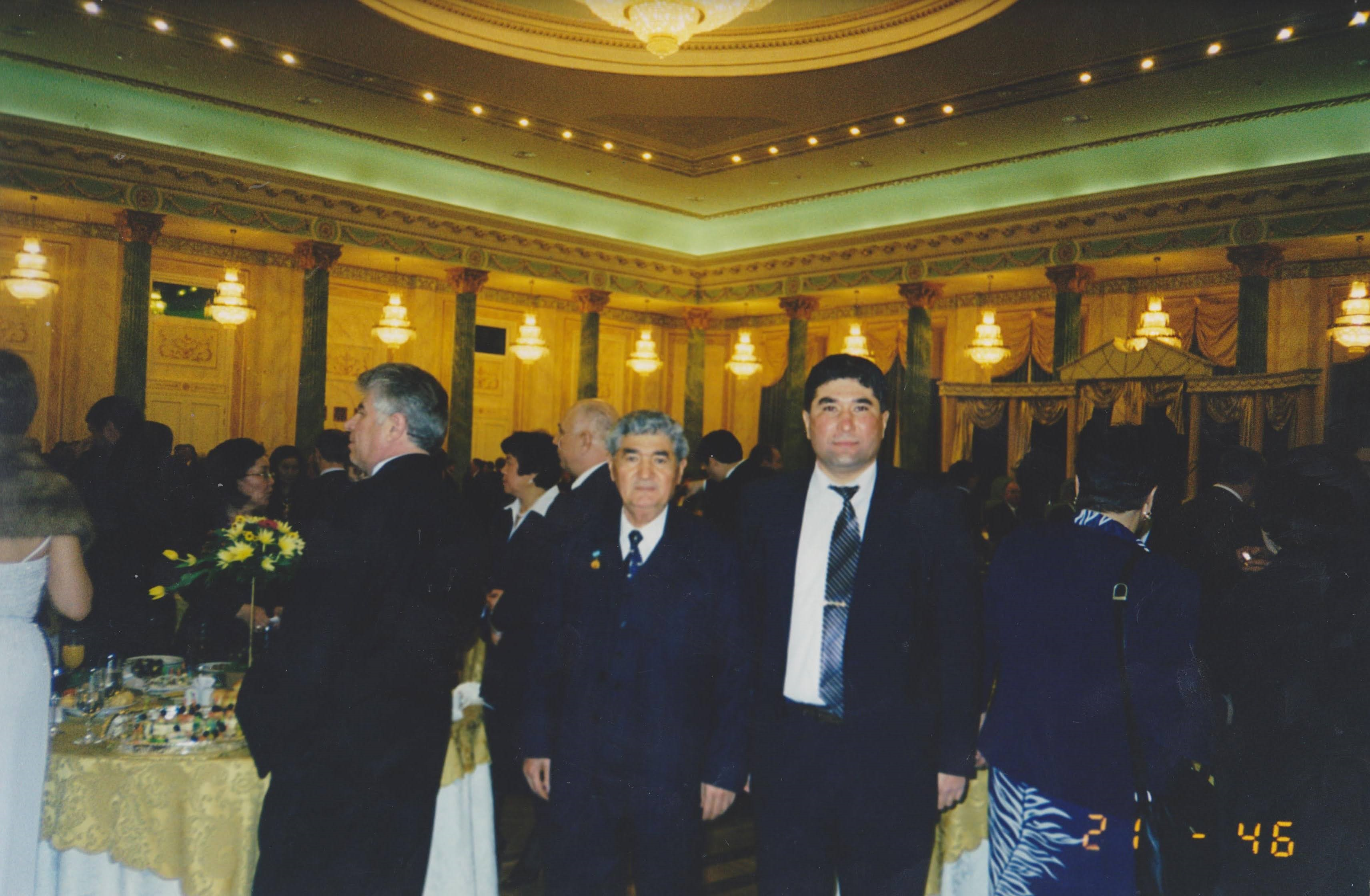
Ирисметов Махмуд Пайзахметович с сыном Олимжаном.
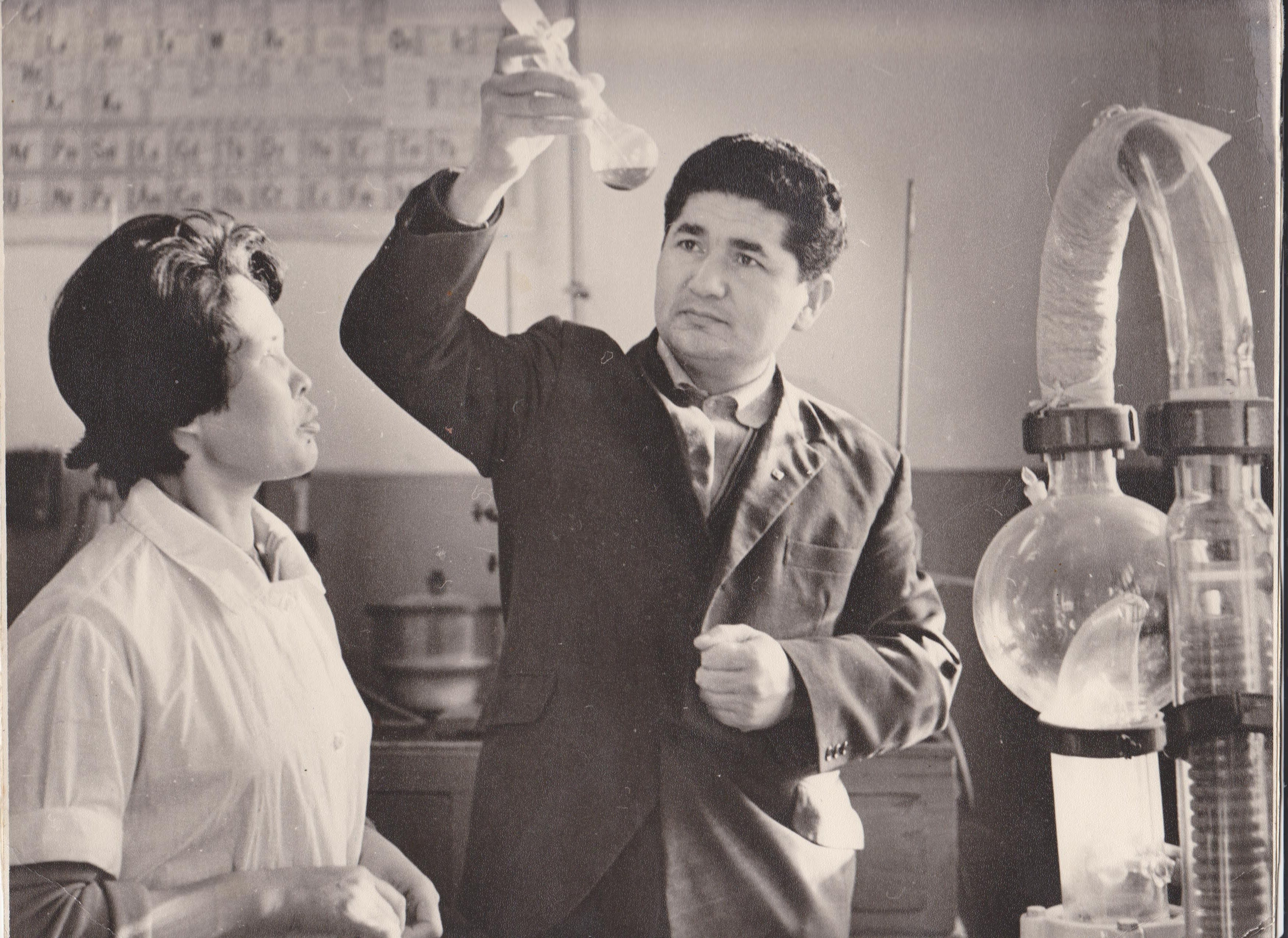
Ирисметов Махмуд Пайзахметович в лаборатории
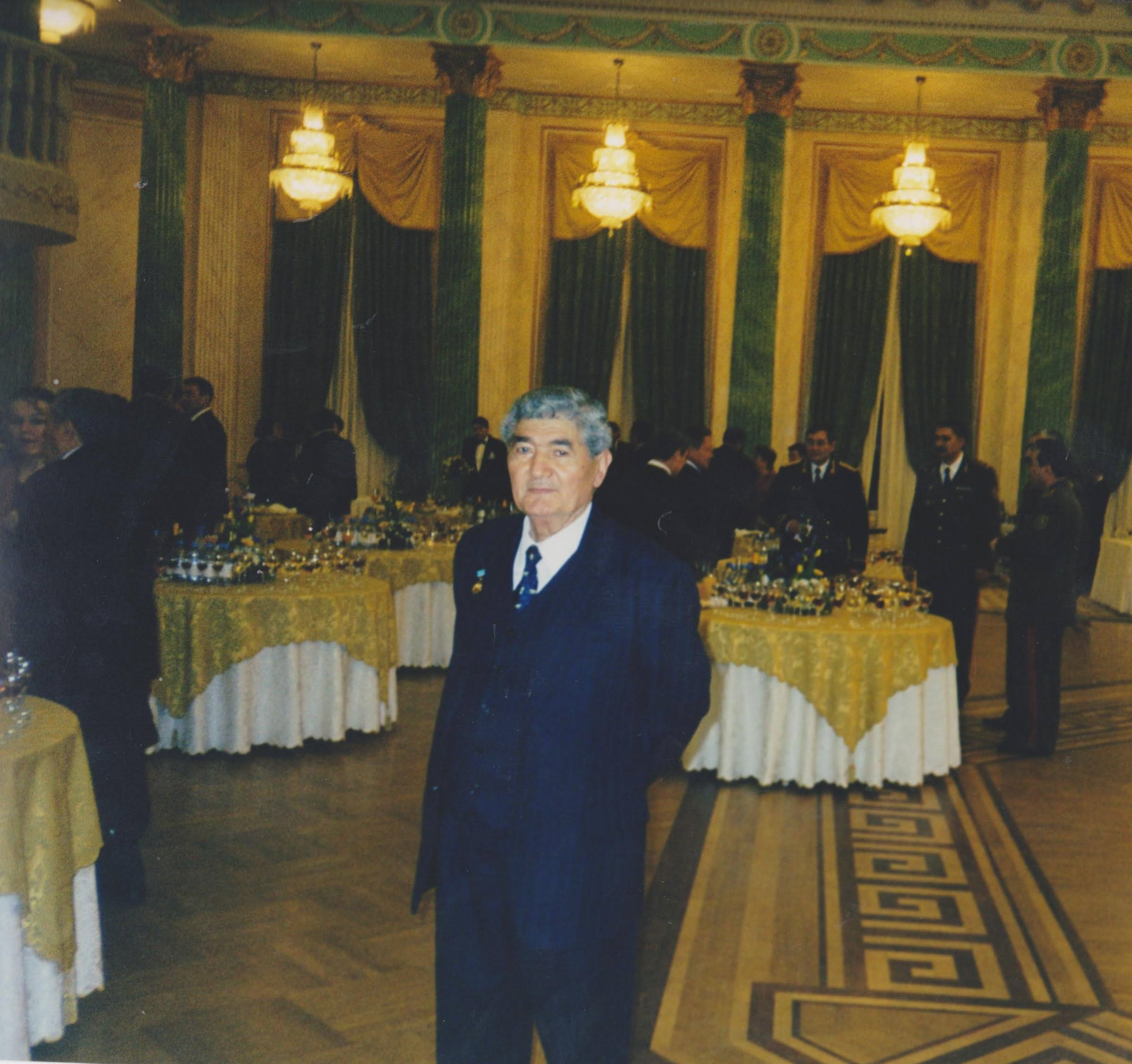
Ирисметов Махмуд Пайзахметович на получение Гос. награды. 2003 год.
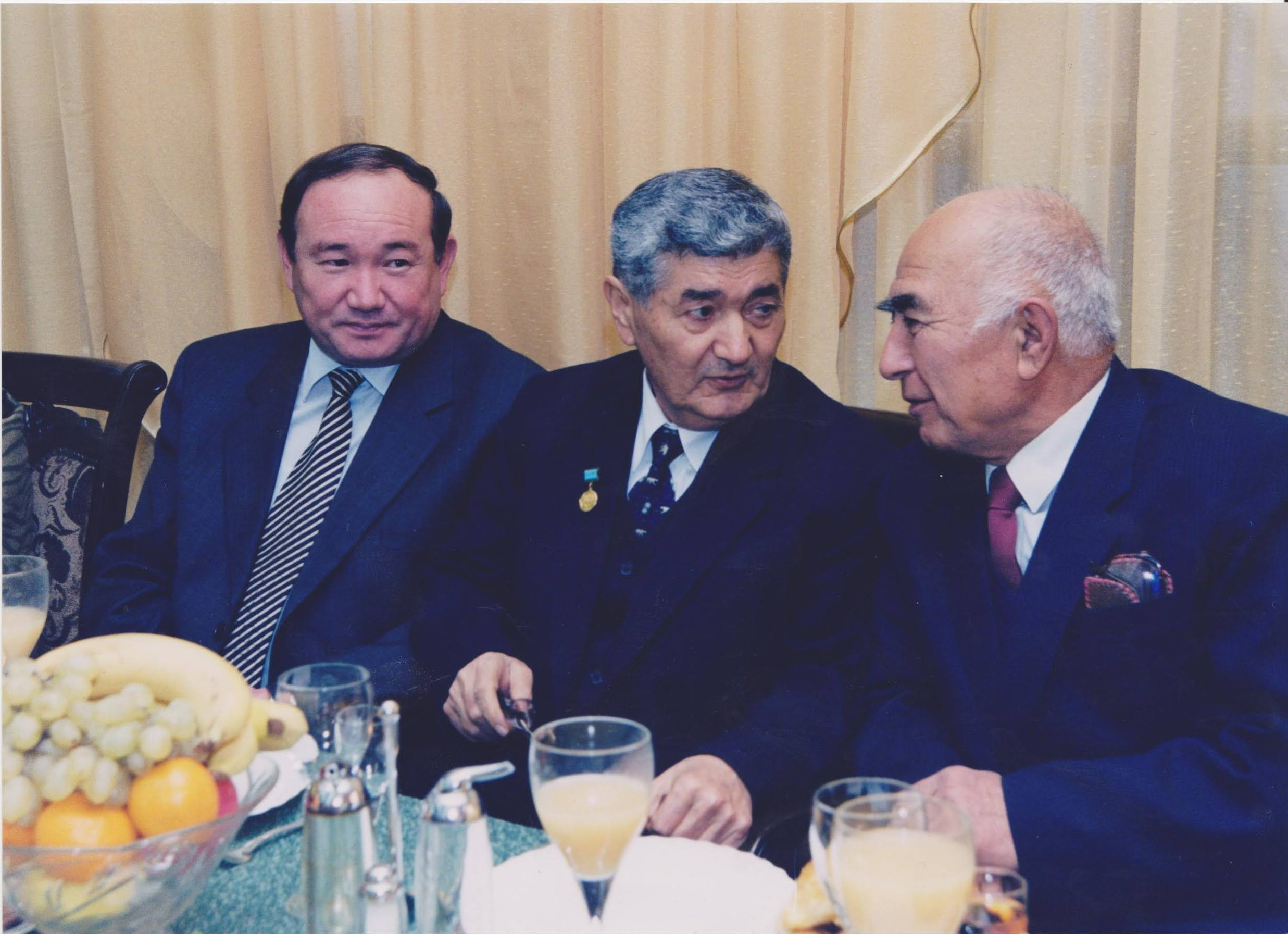
Ирисметов Махмуд Пайзахметович в центре. Юбилей 50 лет.